# North Barrow
North Barrow est une paroisse civile et un village du Somerset, en Angleterre.